# Wereldkampioenschap schaatsen allround kwalificatie 2012 (Noord-Amerika & Oceanië)
De veertiende editie van de Continentale kampioenschappen schaatsen voor Noord-Amerika & Oceanië, het Amerikaans/Oceanisch kwalificatietoernooi voor de Wereldkampioenschappen schaatsen allround 2012, vonden op 14 en 15 januari 2012 plaats in de Olympic Oval te Calgary, Canada.
Op het WK allround 2011 werden voor Noord-Amerika/Oceanië acht startplaatsen voor de mannen en zes startplaatsen voor de vrouwen voor het WK allround 2012 verdiend. Winnaars van de toernooien van 2011 in het Amerikaanse Salt Lake City waren de Amerikaan Jonathan Kuck en de Canadese Cindy Klassen.
| zaterdag 14 januari                                                     | zondag 15 januari                                                           |
| ----------------------------------------------------------------------- | --------------------------------------------------------------------------- |
| 500 meter vrouwen 3000 meter vrouwen 500 meter mannen 5000 meter mannen | 1500 meter vrouwen 5000 meter vrouwen 1500 meter mannen 10.000 meter mannen |

## Mannen
Er namen dertien mannen deel aan deze editie, het maximale aantal van zes deelnemers uit Canada, vijf uit de Verenigde Staten en twee deelnemers uit Nieuw-Zeeland.
Jonathan Kuck werd voor de tweede keer op rij winnaar van dit "Continentaal kampioenschap". Shane Dobbin behaalde met zijn tweede plaats voor het eerst in zijn carrière het podium. Dit was tevens de eerste Nieuw-Zeelandse kampioenschapsmedaille bij deze toernooien. Lucas Makowsky mocht ook voor het eerst het podium bestijgen, hij werd derde.
Van de acht startplaatsen voor het WK Allround gaan er vier naar de Verenigde Staten, drie naar Canada en één naar Nieuw-Zeeland. Dit was de derde opeenvolgende keer dat via dit kwalificatietoernooi een startplaats voor Nieuw-Zeeland op het WK werd bewerkstelligd.

### Eindklassement
| Rang   | Schaatser          | Land             | 500m          | 5000m          | 1500m          | 10.000m       | Punten  |
| ------ | ------------------ | ---------------- | ------------- | -------------- | -------------- | ------------- | ------- |
| Goud   | Jonathan Kuck      | Verenigde Staten | 37,07 (3)     | 6.25,16 (1)    | 1.46,19 (2)    | 13.19,47 (1)  | 150,955 |
| Zilver | Shane Dobbin       | Nieuw-Zeeland    | 37,80 (9)     | 6.28,71 (2)    | 1.48,19 (4)    | 13.29,46 (2)  | 153,207 |
| Brons  | Lucas Makowsky     | Canada           | 36,35 (2)     | 6.34,06 (6)    | 1.47,12 (3)    | 14.01,49 (5)  | 153,536 |
| 4      | Shani Davis        | Verenigde Staten | 35,64 (1)     | 6.37,30 (7)    | 1.45,92 (1)    | 14.18,58 (9)  | 153,605 |
| 5      | Jordan Belchos     | Canada           | 38,07 (10) pr | 6.33,66 (5)    | 1.49,08 (6) pr | 13.40,26 (3)  | 154,809 |
| 6      | Patrick Meek       | Verenigde Staten | 38,81 (12)    | 6.30,85 (3)    | 1.51,32 (11)   | 13.44,97 (4)  | 156,249 |
| 7      | Joshua Wood        | Verenigde Staten | 37,08 (4)     | 6.45,69 (11)   | 1.48,81 (5)    | 14.08,42 (8)  | 156,340 |
| 8      | Stefan Waples      | Canada           | 37,49 (6)     | 6.39,96 (8)    | 1.50,91 (10)   | 14.05,40 (6)  | 156,726 |
| 9      | Justin Warsylewicz | Canada           | 37,16 (5)     | 6.40,65 (10)   | 1.49,16 (7)    | 14.26,38 (10) | 156,930 |
| 10     | Scott Bickerton    | Canada           | 39,03 (13)    | 6.32,35 (4)    | 1.49,81 (8)    | 14.07,90 (7)  | 157,263 |
| 11     | Leo Landry         | Canada           | 37,52 (7) pr  | 6.48,57 (13)   | 1.50,72 (9)    | 14.28,80 (11) | 158,723 |
| -      | Emery Lehman       | Verenigde Staten | 38,71 (11)    | 6.39,99 (9) pr | 1.52,79 (12)   |               | 116,305 |
| -      | Mark Jackson       | Nieuw-Zeeland    | 37,64 (8)     | 6.46,62 (12)   | DQ             |               | 78,302  |

## Vrouwen
Er nemen elf vrouwen deel aan deze editie, het maximale aantal van zes deelnemers uit Canada, vier uit de Verenigde Staten en met de deelname van een deelneemster uit Australië is voor het eerst Oceanië vertegenwoordigd bij de vrouwen.
Voor het eerst in de geschiedenis van het "Continentaal kampioenschap" ging de winst naar de Canadese Brittany Schussler. De Amerikaanse Jilleanne Rookard werd tweede en de kampioen van vorig seizoen, Cindy Klassen werd derde.
De zes startplekken voor het WK Allround 2012 gingen naar Canada met vier startplekken en de Verenigde Staten met twee startplekken. Doordat er maar vier startplaatsen per land worden vergeven is de startplaats van de vijfde Canadese vrouw bij de eerste zes doorgeschoven naar het eerst volgende andere land, in dit geval de Verenigde Staten.

### Eindklassement
| Rang   | Schaatsster        | Land             | 500m          | 3000m        | 1500m        | 5000m        | Punten  |
| ------ | ------------------ | ---------------- | ------------- | ------------ | ------------ | ------------ | ------- |
| Goud   | Brittany Schussler | Canada           | 39,70 (2)     | 4.08,25 (1)  | 1.55,07 (1)  | 7.10,64 (1)  | 162,495 |
| Zilver | Jilleanne Rookard  | Verenigde Staten | 39,34 (1)     | 4.09,73 (2)  | 1.58,65 (4)  | 7.14,88 (3)  | 163,999 |
| Brons  | Cindy Klassen      | Canada           | 40,16 (5)     | 4.09,96 (3)  | 1.57,38 (2)  | 7.11,69 (2)  | 164,115 |
| 4      | Nicole Garrido     | Canada           | 41,37 (7)     | 4.11,00 (4)  | 1.59,90 (6)  | 7.16,10 (4)  | 166,779 |
| 5      | Brianne Tutt       | Canada           | 39,73 (8)     | 4.16,83 (6)  | 1.59,75 (5)  | 7.27,91 (6)  | 167,242 |
| 6      | Kali Christ        | Canada           | 39,90 (4)     | 4.18,13 (7)  | 1.58,42 (3)  | 7.31,14 (8)  | 167,508 |
| 7      | Maria Lamb         | Verenigde Staten | 41,63 (8)     | 4.13,88 (5)  | 2.02,03 (7)  | 7.23,48 (5)  | 168,967 |
| 8      | Tori Spence        | Canada           | 42,08 (9)     | 4.22,36 (8)  | 2.04,66 (9)  | 7.28,07 (7)  | 172,166 |
| 9      | Mary Grace         | Verenigde Staten | 40,83 (6)     | 4.25,08 (9)  | 2.02,53 (8)  | 7.46,20 (9)  | 172,473 |
| 10     | Brooke Lochland    | Australië        | 42,48 (10) pr | 4.25,21 (10) | 2.06,78 (10) | 7.54,52 (11) | 176,393 |
| 11     | Hannah Curwin      | Verenigde Staten | 42,64 (11)    | 4.31,43 (11) | 2.08,75 (11) | 7.47,75 (10) | 177,569 |